# Кушмен (Арканзас)
Кушмен (англ. Cushman, Arkansas) — город, расположенный в округе Индепенденс (штат Арканзас, США) с населением в 461 человек по статистическим данным переписи 2000 года.

## География
По данным бюро город занимает общую площадь в 10,36 кв.км, водных ресурсов в черте населённого пункта не имеется.
Кушман расположен на высоте 218 метров над уровнем моря.

## Демография
По данным переписи населения 2000 года в Кушмане проживал 461 человек, 140 семей, насчитывалось 178 домашних хозяйств и 208 жилых домов. Средняя плотность населения составляла около 44,8 человек на один квадратный километр. Расовый состав по данным переписи распределился следующим образом: 96,53 % белых, 1,08 % — коренных американцев, 2,39 % — представителей смешанных рас.
Испаноговорящие составили 1,08 % от всех жителей города.
Из 178 домашних хозяйств в 35,4 % — воспитывали детей в возрасте до 18 лет, 66,3 % представляли собой совместно проживающие супружеские пары, в 11,8 % семей женщины проживали без мужей, 20,8 % не имели семей. 18,5 % от общего числа семей на момент переписи жили самостоятельно, при этом 6,7 % составили одинокие пожилые люди в возрасте 65 лет и старше. Средний размер домашнего хозяйства составил 2,59 человек, а средний размер семьи — 2,95 человек.
Население города по возрастному диапазону по данным переписи 2000 года распределилось следующим образом: 25,8 % — жители младше 18 лет, 7,2 % — между 18 и 24 годами, 26,5 % — от 25 до 44 лет, 31,0 % — от 45 до 64 лет и 9,5 % — в возрасте 65 лет и старше. Средний возраст жителей составил 39 лет. На каждые 100 женщин приходилось 97,0 мужчин, при этом на каждые сто женщин 18 лет и старше приходилось 94,3 мужчин также старше 18 лет.
Средний доход на одно домашнее хозяйство в городе составил 25 000 долларов США, а средний доход на одну семью — 29 125 долларов. При этом мужчины имели средний доход в 22 266 долларов США в год против 16 625 долларов среднегодового дохода у женщин. Доход на душу населения в городе составил 11 836 долларов в год. 15,1 % от всего числа семей в округе и 20,8 % от всей численности населения находилось на момент переписи населения за чертой бедности, при этом 22,9 % из них были моложе 18 лет и 29,2 % — в возрасте 65 лет и старше.